# Viola arguta x dombeyana
Viola arguta x dombeyana là một loài thực vật có hoa trong họ Hoa tím. Loài này được miêu tả khoa học đầu tiên.